# Parmain
Parmain é uma comuna francesa na região administrativa da Ilha de França, no departamento do Vale do Oise. Estende-se por uma área de 9.20 km². Em 2010 a comuna tinha 5 687 habitantes (densidade: 618,2 hab./km²).